# Carlos Bulla
Carlos Alberto Bulla (nacido el 6 de octubre de 1943 en Oliveros) es un exfutbolista argentino. Se desempeñaba como delantero y debutó profesionalmente en Rosario Central. Integró el equipo argentino que participó de los Juegos Olímpicos de Tokio 1964.

## Carrera
Sus buenas actuaciones lo destacaron como un promisorio juvenil, siendo activo partícipe de la Selección Argentina sub-23. Sin embargo, no logró afirmarse en la primera división de Rosario Central. Debutó en el canalla en la primera fecha del Campeonato 1963, ante Gimnasia y Esgrima La Plata, en cotejo que finalizó igualado en dos. Bulla anotó el primer gol de su equipo. En dicho torneo sólo participó de otros tres partidos; hasta 1966 totalizó 20 presencias y 5 goles.
En su paso a Platense logró demostrar sus condiciones; logró convertir 8 goles en el Metropolitano 1967, dos de ellos en la semifinal en la que su equipo cayó ante el futuro campeón Estudiantes de La Plata 4-3.
Durante 1968 jugó cedido en Banfield, marcando 16 goles. En su retornó a Platense, se coronó goleador del Nacional 1969 con 14 goles. Hasta 1970 vistió la casaca calamar, totalizando 43 goles en el club. Los hinchas del marrón le dedicaban un canto de guerra: "Bulla, Bulla, Bulla, goles, goles, goles".
Sus pasos posteriores lo encontraron en River Plate durante 1971, sin lograr continuidad, y en Independiente en 1972, donde con mayor participación obtuvo la Copa Libertadores 1972. También disputó las finales de la Copa Intercontinental de ese año, cayendo ante Ajax de Ámsterdam.
Prosiguió con un paso fugaz por América de Cali, retornando a Argentina para defender la camiseta de Gimnasia y Esgrima La Plata. Luego emigró nuevamente para jugar primero por Lota Schwager de Chile, cerrando su carrera en Atlético Nacional de Medellín, con el que obtuvo el Campeonato Colombiano de 1976.

## Selección nacional
Integró el equipo nacional sub-23 que disputó el Preolímpico de Lima 1964, logrando la clasificación y coronándose goleador del torneo. Estuvo acompañado por sus compañeros de Rosario Central Otto Sesana, José Malleo y Néstor Manfredi.
Posteriormente también se hizo presente en los Juegos de Tokio de 1964, anotando un gol ante Ghana. Su equipo finalizó en el undécimo puesto.

### Participaciones en la sub-23
| Copa                           | Sede  | Resultado  | PJ | Goles |
| ------------------------------ | ----- | ---------- | -- | ----- |
| Preolímpico Lima 1964          | Perú  | Campeón    | 4  | 5     |
| Juegos Olímpicos de Tokio 1964 | Japón | 10° puesto | 1  | 1     |

#### Detalle de partidos
Pre-Olímpico de Lima 1964 (todos los partidos se disputaron en el Estadio Nacional)
| Fecha | Rival    | Resultado | Goles |
| ----- | -------- | --------- | ----- |
| 08-05 | Colombia | 2-0       | 0     |
| 11-05 | Perú     | 1-0       | 0     |
| 16-05 | Chile    | 4-0       | 2     |
| 20-05 | Uruguay  | 3-1       | 3     |

Juegos Olímpicos Tokio 1964 (partidos disputado en el Estadio Mitsuzawa de Yokohama)
| Fecha | Rival | Resultado | Goles |
| ----- | ----- | --------- | ----- |
| 12-10 | Ghana | 1-1       | 1     |

## Estadísticas
Datos actualizados al fin de la carrera deportiva.
| Rosario Central Argentina |               |               |     |    |   |   |   |     |      |      |      |
| 1.ª |               |               |     |    |   |   |   |     |      |      |      |
| 1963 | 4             | 1             | -   | -  | - | - | 4 | 1   | 0,25 |      |      |
| 1964 | 6             | 3             | -   | -  | - | - | 6 | 3   | 0,50 |      |      |
| 1965 | 4             | 0             | -   | -  | - | - | 4 | 0   | 0,00 |      |      |
| 1966 | 6             | 1             | -   | -  | - | - | 6 | 1   | 0,17 |      |      |
| Total club | Total club    | 20            | 5   | 0  | 0 | 0 | 0 | 20  | 5    | 0,25 |      |
| Platense Argentina |               |               |     |    |   |   |   |     |      |      |      |
| 1.ª | M-1967        | 21            | 8   | -  | - | - | - | 21  | 8    | 0,38 |      |
| 1.ª | N-1967        | 13            | 3   | -  | - | - | - | 13  | 3    | 0,23 |      |
| 1.ª | M-1969        | 21            | 9   | -  | - | - | - | 21  | 9    | 0,42 |      |
| 1.ª | N-1969        | 17            | 14  | -  | - | - | - | 17  | 14   | 0,82 |      |
| 1.ª | M-1970        | 19            | 5   | 6  | 4 | - | - | 25  | 9    | 0,36 |      |
| 1.ª | N-1970        | 9             | 3   | -  | - | - | - | 9   | 3    | 0,33 |      |
| Total club | Total club    | 100           | 42  | 6  | 4 | 0 | 0 | 106 | 46   | 0,43 |      |
| Banfield Argentina |               |               |     |    |   |   |   |     |      |      |      |
| 1.ª | M-1968        | 29            | 16  | -  | - | - | - | 29  | 16   | 0,55 |      |
| Total club | Total club    | 29            | 16  | 0  | 0 | 0 | 0 | 29  | 16   | 0,55 |      |
| River Plate Argentina |               |               |     |    |   |   |   |     |      |      |      |
| 1.ª | M-1971        | 25            | 2   | -  | - | - | - | 25  | 2    | 0,08 |      |
| 1.ª | N-1971        | 5             | 1   | -  | - | - | - | 5   | 1    | 0,20 |      |
| Total club | Total club    | 30            | 2   | 0  | 0 | 0 | 0 | 30  | 2    | 0,10 |      |
| Independiente Argentina |               |               |     |    |   |   |   |     |      |      |      |
| 1.ª | M-1972        | 21            | 3   | -  | - | 7 | 1 | 28  | 4    | 0,14 |      |
| 1.ª | N-1972        | 11            | 1   | -  | - | 1 | 0 | 12  | 1    | 0,16 |      |
| Total club | Total club    | 32            | 4   | 0  | 0 | 8 | 1 | 40  | 5    | 0,12 |      |
| Gimnasia y Esgrima La Plata Argentina |               |               |     |    |   |   |   |     |      |      |      |
| 1.ª | M-1973        | 28            | 14  | -  | - | - | - | 28  | 14   | 0,50 |      |
| 1.ª | N-1973        | 12            | 8   | -  | - | - | - | 12  | 8    | 0,67 |      |
| 1.ª | M-1974        | 13            | 3   | -  | - | - | - | 13  | 3    | 0,23 |      |
| 1.ª | N-1974        | 1             | 0   | -  | - | - | - | 1   | 0    | 0,00 |      |
| Total club | Total club    | 54            | 25  | 0  | 0 | 0 | 0 | 54  | 25   | 0,46 |      |
| Lota Schwager · Chile |               |               |     |    |   |   |   |     |      |      |      |
| 1.ª | 1974          | 10            | 3   | -  | - | - | - | 10  | 3    | 0,3  |      |
| Total club | Total club    | 10            | 3   | 0  | 0 | 0 | 0 | 10  | 3    | 0,3  |      |
| Total carrera | Total carrera | Total carrera | 275 | 97 | 6 | 4 | 8 | 1   | 289  | 103  | 0,35 |
| (1) Incluye datos de la Copa Argentina (1970). (2) Incluye datos de la Copa Libertadores (1972); Copa Intercontinental (1972). (3) No incluye goles en partidos amistosos. |               |               |     |    |   |   |   |     |      |      |      |

### Hat-tricks
| 1 | 17 de noviembre de 1968 | Florencio Sola, Banfield               | Banfield - Central Córdoba (Santiago del Estero) |  | 6 - 0 | M-1968 |
| 2 | 12 de octubre de 1969   | Ciudad de Vicente López, Vicente López | Platense - Estudiantes de La Plata               |  | 3 - 4 | N-1969 |
| 3 | 26 de octubre de 1969   | Ciudad de Vicente López, Vicente López | Platense - Talleres                              |  | 4 - 1 | N-1969 |
| 4 | 2 de diciembre de 1973  | Juan Carmelo Zerillo, La Plata         | Gimnasia y Esgrima La Plata - Kimberley          |  | 7 - 2 | N-1973 |

## Palmarés

### Títulos locales
| Título    | Equipo            | País     | Año  |
| --------- | ----------------- | -------- | ---- |
| Primera A | Atlético Nacional | Colombia | 1976 |

### Títulos internacionales
| Título                   | Equipo                    | Sede       | Año  |
| ------------------------ | ------------------------- | ---------- | ---- |
| Preolímpico Sudamericano | Selección Nacional sub-23 | Perú       | 1964 |
| Copa Libertadores        | Independiente             | Avellaneda | 1972 |

### Distinciones individuales
| Título   | Equipo                    | País      | Torneo           |
| -------- | ------------------------- | --------- | ---------------- |
| Goleador | Selección Nacional sub-23 | Argentina | Preolímpico 1964 |
| Goleador | Platense                  | Argentina | Nacional 1969    |